# 바이온
바이온(ByOn Co. Ltd.)은 대한민국의 바이오 기업이다. 본사는 경기도 안산시 단원구 별망로 285에 위치해 있으며 대표이사는 류진형이다.

## 투자
2024년 110억에 씨엠텍을 인수하였으며
2023년에는 간질성 방광염 세포치료제 개발사 미래셀바이오에 투자한 바 있다 6년 연속 적자를 기록 후 한 차례 추진했던 매각이 실패하여 불성실공시 법인에 지정될 위기에 처하였다

## 종속기업
- 바이온메디테크(주)
- 폴리플로어(주)

## 같이 보기
- 홍삼

## 참고문헌
1. ↑  여이레, 바이온, 류진형 신규 대표이사 선임, 블로터, 2024.01.23
2. ↑  김진솔, 바이온, 110억에 씨엠텍 인수…사업 다각화·기업가치 제고, 대한경제, 2024년 6월 7일
3. ↑  남대열, 바이온 "미래셀바이오, 간질성 방광염 세포치료제 임상 2a상 완료", 히트뉴스, 2023년 11월 15일
4. ↑  장효원, 바이온① 한 번 실패 후 또 매각… 6년 적자고리 끊을까, 아시아경제, 2023년 11월 15일